# الكسندر فيفيروس
الكسندر فيفيروس (بالإسبانية: Alexander Viveros)‏ هو لاعب كرة قدم كولومبي في مركز الدفاع، ولد في 8 أكتوبر 1977 في مدينة كالي في كولومبيا. شارك مع منتخب كولومبيا لكرة القدم. أما مع النوادي، فقد لعب مع تاليريس كوردوبا وديبورتيفو كالي ونادي بوافيشتا ونادي راسينغ ونادي غراسهوبر زيوريخ ونادي فلومينينسي ونادي كروزيرو ونادي نانت.

## وصلات خارجية
- الكسندر فيفيروس على موقع رابطة كرة القدم الفرنسية للمحترفين (الإنجليزية)
- الكسندر فيفيروس على موقع قاعدة بيانات كرة القدم.إي يو (الإنجليزية)
- الكسندر فيفيروس على موقع ناشيونال فوتبول تيمز (الإنجليزية)